# بروس كوندي
بروس كوندي هو سياسي أمريكي، ولد في 5 ديسمبر 1913 في مقاطعة أورانج في الولايات المتحدة، وتوفي في 19 يوليو 1992.